# 张仕波
張仕波（1952年2月—），浙江諸暨人。中国人民解放军上将。中共第十七屆中央候補委員、第十八届中央委员。

## 生平
1970年入伍，历任第二十军五十八师一七二团三营战士、班长、排長、連長、參謀、副處長、處長，團長、師參謀長、師長，陆军第六十七集團軍參謀長、陆军第二十集團軍副軍長、濟南軍區副參謀長、陆军第二十集團軍軍長。2007年12月，任中國人民解放軍駐香港部隊司令員。為第四任駐港部隊司令員，2012年10月26日，任北京军区司令员。2014年12月与宋普选中将对调，任国防大学校长。
2015年7月31日，晋升上将军衔。
2008年，当选第十一届全国人大代表。